# Саморано, Агустин
Агустин Саморано (исп. Agustín Vicente Zamorano; 1798—1842) — временный губернатор Верхней Калифорнии.

## Биография
Родился Агустин в испанской Флориде в семье испанцев.
Вступил в ряды армии 1 мая 1821 года в качестве курсанта. Служил в Мексике и прибыл в Калифорнию в 1825 году в лице государственного секретаря губернатора Верхней Калифорнии. Служил до 1831 года. Саморано та же был участником Мексиканской революции, командовал группой мятежников в Монтеррей.
С 31 января 1832 года до 15 января 1833 году был временным губернатором северных земель Верхней Калифорнии, в то время как сам губернатор находился в южной части.
Агустин Саморано также занимался типографией и первым открыл типографию в Калифорнии. В 1834 году опубликовал первые книги в Калифорнии и как секретарь мескиканского губернатора напечатал первые заявления мексиканских губернаторов.
В 1838 году покинул Калифорнию, вернулся в Сан-Диего в 1842 году. В этом же году и умер.

### Семья
В феврале 1827 года женился в Сан-Диего с Марией Луизой Аргуэльо, дочерью Сантьяго Аргуэльо, крупного землевладельца.
Дети: Долорес, Луис, Гонзало, Гвадалупе, Жосефа, Агустин и Эулалия.